# 日進レンタカー
日進レンタカー株式会社（にっしんレンタカー）は、東京都目黒区に本社を置くレンタカー会社である。

## 沿革
- 1969年（昭和44年）8月　日進レンタカー(株)創立
- 1970年（昭和45年）8月　千葉営業所開設
- 1976年（昭和51年）1月　木更津営業所開設
- 1976年（昭和51年）7月　日進自動車(株)設立
- 1980年（昭和55年）2月　市原整備工場開設
- 1981年（昭和56年）2月　日進サービス(株)設立、市原鈑金工場開設
- 1981年（昭和56年）10月　町田営業所開設
- 1982年（昭和57年）9月　日進商事(株)設立、平和島営業所開設
- 1982年（昭和57年）11月　蒲田整備工場開設
- 1984年（昭和59年）8月　エックスレンタカー(株)との業務提携
- 1986年（昭和61年）5月　港南台営業所開設
- 1988年（昭和63年）2月　袖ヶ浦営業所開設
- 1989年（平成元年）9月　雑色営業所開設
- 1989年（平成元年）11月　市原営業所開設
- 1991年（平成3年）5月　池上営業所開設
- 1991年（平成3年）7月　日進オートリース(株)設立
- 1991年（平成3年）8月　五井営業所･整備工場開設
- 1991年（平成3年）11月　日進トレーディング(株)設立
- 1993年（平成5年）11月　鹿島営業所開設、潮来営業所開設
- 1994年（平成6年）2月　恵比寿営業所開設
- 1995年（平成7年）9月　川崎営業所開設
- 1996年（平成8年）6月　自動車整備(株)設立、長浦整備工場開設、長浦営業所開設
- 1999年（平成11年）11月　大宮営業所開設
- 1999年（平成11年）12月　野田営業所開設
- 2000年（平成12年）2月　横浜営業所開設
- 2000年（平成12年）6月　江戸川営業所開設
- 2001年（平成13年）1月　日進ホールディングス(株)設立
- 2002年（平成14年）1月　君津営業所開設
- 2002年（平成14年）4月　小松川営業所開設
- 2002年（平成14年）6月　相模原営業所開設、八景島営業所開設
- 2002年（平成14年）12月　葛西営業所開設
- 2004年（平成16年）1月　恵比寿営業所移転開設
- 2004年（平成16年）10月　新木場営業所開設
- 2005年（平成17年）3月　銀座営業所開設
- 2005年（平成17年）7月　平塚営業所開設
- 2005年（平成17年）10月　箱崎営業所開設
- 2006年（平成18年）8月　長浦鈑金工場開設
- 2006年（平成18年）10月　相模原営業所移転開設、船橋営業所開設
- 2007年（平成19年）3月　千葉営業所移転開設
- 2007年（平成19年）6月　三田営業所開設、成田営業所開設
- 2008年（平成20年）7月　鶴見営業所開設
- 2008年（平成20年）9月　君津営業所移転開設
- 2008年（平成20年）10月　箱崎営業所移転開設
- 2009年（平成21年）5月　生麦営業所移転開設
- 2010年（平成22年）3月　横須賀営業所開設
- 2010年（平成22年）6月　成田営業所移転開設
- 2010年（平成22年）7月　日野営業所開設
- 2014年（平成26年）2月　浦安営業所開設
- 2015年（平成27年）7月　入間営業所開設
- 2015年（平成27年）9月　長浦営業所移転開設
- 2016年（平成28年）4月　藤沢営業所開設
- 2018年（平成30年）10月　港北営業所開設
- 2019年（平成31年）4月　東金営業所開設
- 2020年（令和2年）10月　亀戸営業所開設

## 営業拠点
関東地方を営業エリアとする。同社の店舗は合計で32店舗ある。
- 東京都10店舗
- 神奈川県8店舗
- 埼玉県2店舗
- 千葉県11店舗
- 茨城県1店舗

## 関連会社
- 日進ホールディングス株式会社
- 日進トレーディング株式会社
- 日進オートリース株式会社
- 自動車整備株式会社